# Fulica caribaea
La focha caribeña o piciplata (Fulica caribaea) es una especie de ave gruiforme de la familia Rallidae propia de diversas zonas del Caribe: del sur de las Bahamas a las Antillas Menores y extremo norte de América del Sur; no se conocen subespecies. Se halla casi amenazada.